# Moulsford
Moulsford – wieś w Anglii, w hrabstwie Oxfordshire, w dystrykcie South Oxfordshire. Leży 24 km na południe od Oksfordu i 71 km na zachód od Londynu. W 2001 miejscowość liczyła 526 mieszkańców.